# Distrito de Wokha
Wokha (en hindi: ) es un distrito de la India en el estado de Nagaland. Código ISO: IN.NL.WO.
Comprende una superficie de 1 628 km².
El centro administrativo es la ciudad de Wokha.

## Demografía
Según censo 2011 contaba con una población total de 166 239 habitantes, de los cuales 81 810 eran mujeres y 84 429 varones.